# Стаити
Стаѝти (на италиански: Staiti) е село и община в Южна Италия, провинция Реджо Калабрия, регион Калабрия. Разположено е на 550 m надморска височина. Населението на общината е 260 души (към 2012 г.).